# Aleh Ryžankoŭ
Aleh Uladzimiravič Ryžankoŭ (in bielorusso Алег Уладзіміравіч Рыжанкоў?, in russo Олег Владимирович Рыженков?, Oleg Vladimirovič Ryženkov; Najsten"jarvi, 15 dicembre 1967) è un allenatore di biathlon ed ex biatleta bielorusso.
È marito di Natallja Ryžankova, a sua volta biatleta di alto livello.

## Biografia

### Carriera sciistica
In Coppa del Mondo ottenne il primo risultato di rilievo il 17 dicembre 1992 a Pokljuka (20°), il primo podio il 19 dicembre successivo nella medesima località (3°) e la prima vittoria il 28 gennaio 1995 a Ruhpolding.
In carriera prese parte a quattro edizioni dei Giochi olimpici invernali, Lillehammer 1994 (17° nella sprint, 4° nella staffetta), Nagano 1998 (27° nella sprint, 9° nell'individuale, 4° nella staffetta), Salt Lake City 2002 (11° nella sprint, 21° nell'inseguimento, 31° nell'individuale, 8° nella staffetta) e Torino 2006 (28° nella sprint, 27° nell'inseguimento, 11° nella staffetta), e a tredici dei Campionati mondiali, vincendo dieci medaglie.

### Carriera da allenatore
Dopo il ritiro è diventato allenatore dei biatleti nei quadri della nazionale bielorussa.

## Palmarès

### Mondiali
- 10 medaglie:
  - 3 ori (gara a squadre[3] a Ruhpolding 1996; gara a squadre[3] a Osrblie 1997; staffetta[3] a Kontiolahti/Oslo 1999)
  - 2 argenti (individuale[3] a Osrblie 1997; staffetta[3] a Pokljuka 2001)
  - 5 bronzi (individuale[3], staffetta[3] ad Anterselva 1995; staffetta[3] a Ruhpolding 1996; sprint[3] a Osrblie 1997; staffetta[3] a Chanty-Mansijsk 2003)

### Coppa del Mondo
- Miglior piazzamento in classifica generale: 5º nel 1995
- 25 podi (10 individuali, 15 a squadre[2]), oltre a quelli ottenuti in sede iridata e validi anche ai fini della Coppa del Mondo:
  - 7 vittorie (3 individuali, 4 a squadre)
  - 8 secondi posti (3 individuali, 5 a squadre)
  - 10 terzi posti (4 individuali, 6 a squadre)

#### Coppa del Mondo - vittorie
| Data             | Località           | Nazione         | Spec.                                                        |
| ---------------- | ------------------ | --------------- | ------------------------------------------------------------ |
| 28 gennaio 1995  | Ruhpolding         | Germania        | SP                                                           |
| 11 marzo 1995    | Lahti              | Finlandia       | SP                                                           |
| 13 dicembre 1998 | Hochfilzen         | Austria         | IN                                                           |
| 12 dicembre 2002 | Pokljuka Östersund | Slovenia Svezia | RL (con Aljaksej Ajdaraŭ, Vladimir Dračëv e Rustam Valiulin) |
| 25 gennaio 2003  | Anterselva         | Italia          | RL (con Aljaksej Ajdaraŭ, Vladimir Dračëv e Rustam Valiulin) |
| 14 febbraio 2003 | Oslo Holmenkollen  | Norvegia        | RL (con Aljaksej Ajdaraŭ, Vladimir Dračëv e Rustam Valiulin) |
| 15 gennaio 2004  | Ruhpolding         | Germania        | RL (con Aljaksandr Syman, Vladimir Dračëv e Rustam Valiulin) |

Legenda:

IN = individuale

SP = sprint

RL = staffetta